# Лацько
Владислав (угор. Лацко, 1365—1373) — молдовський воєвода, син Богдана І Мушата. Імовірно, захопив престол, скинувши небожа Петру. За часів його правління в Сереті було засноване католицьке біскупство. З 9 березня 1371 року Анджей з Кракова став першим католицьким біскупом з резиденцією в Сереті, яке з того часу стало містом. До того часу молдовське біскупство залежало від Галицького православного біскупства (з 1371 року митрополії). Ласло помер без нащадків чоловічого роду, був похований в тій самій церкві, що його батько Богдан І — у Радівцях. Анастасія — донька Владислава — була одружена з сином Костя Мушата. Мушати мали родові зв'язки з родом Бассарабів. Драгош I,.Сас, Балк, Богдан I, Лацько — походили, як представники гербу САС, з Саксонії.

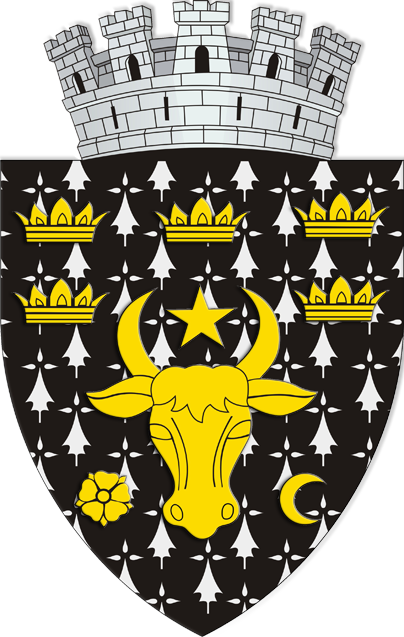
Радівці
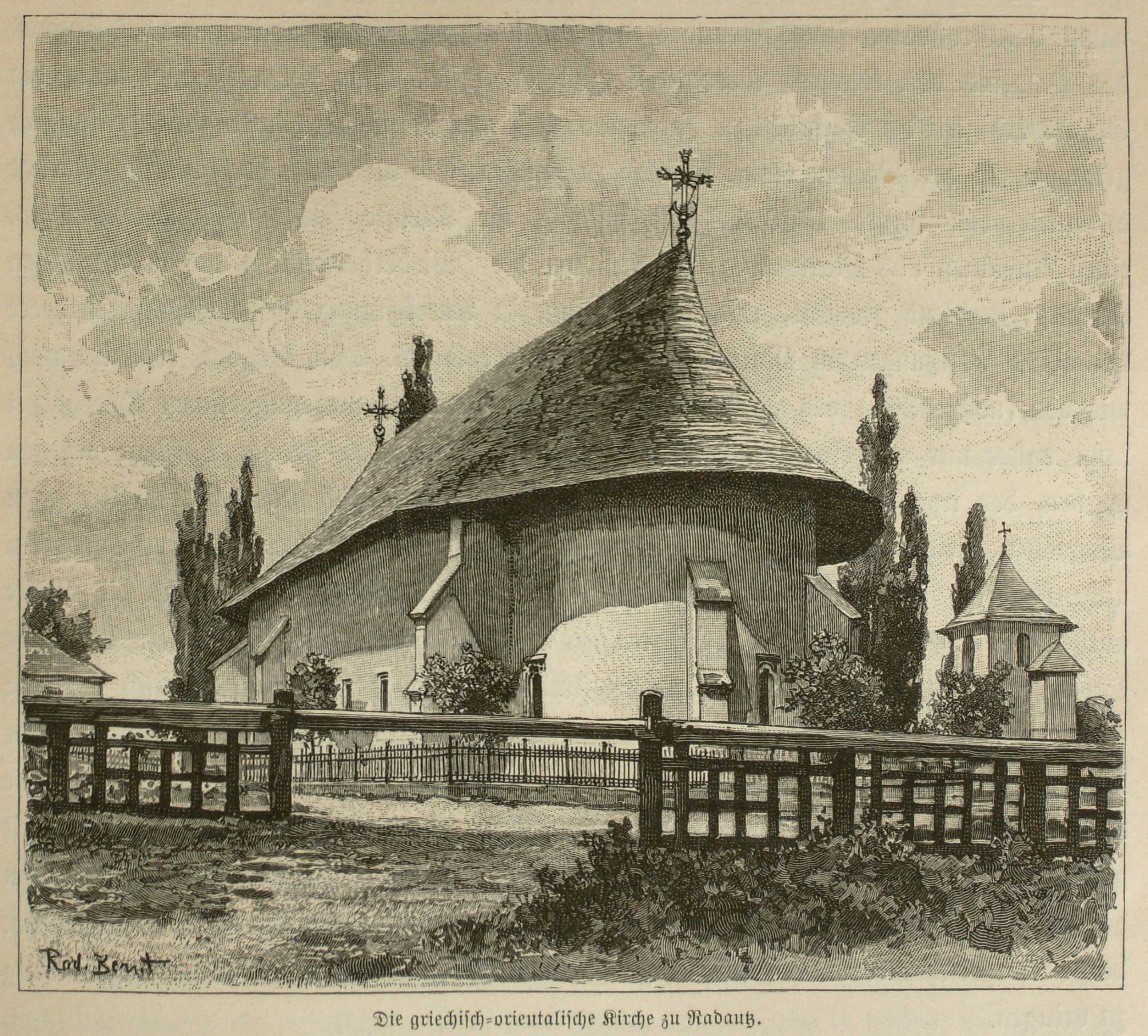
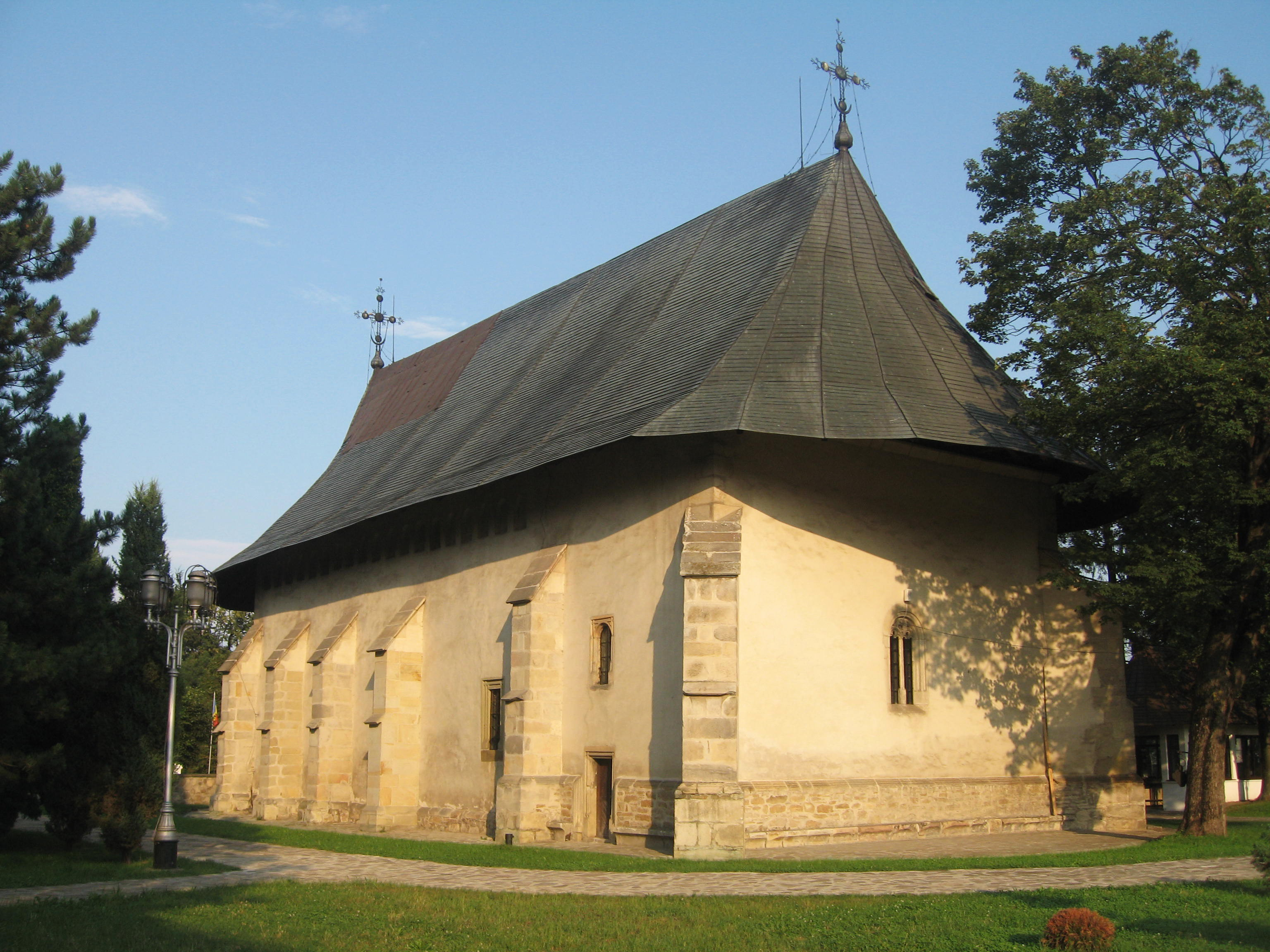